# Dean R. Koontz
Dean Ray Koontz (* 9. Juli 1945 in Everett, Pennsylvania) ist ein US-amerikanischer Schriftsteller. Er gilt als einer der erfolgreichsten amerikanischen Schriftsteller im Bereich der fantastischen Literatur und zählt mit 500 Millionen verkauften Büchern (Stand Januar 2017) zu den erfolgreichsten lebenden Autoren.

## Leben
Koontz ist der Sohn von Raymond und Florence Mae Koontz (geb. Logue). Er wuchs in ärmlichen Verhältnissen auf. Sein Vater war ein gewalttätiger Alkoholiker, der schließlich wegen psychischer Probleme eingewiesen wurde.
Von seinen Eltern wurde er weder zum Lesen noch zum Schreiben ermutigt, man hielt das für eine Verschwendung von Zeit und Geld. Dennoch begann er schon früh, zu lesen und in Büchern eine Zuflucht zu finden. Mit acht Jahren begann er, Geschichten aufzuschreiben, die Blätter zusammenzuheften, mit Isolierband zu „binden“ und das Produkt an Verwandte und Nachbarn zu verkaufen, gewöhnlich für 10 ¢ das Stück. Mit 12 gewann er dann 25 Dollar und eine Uhr im Aufsatzwettbewerb einer Zeitung.
Koontz besuchte das State Teachers College in Shippensburg, Pennsylvania, wo er 1966 mit einem Bachelor in Englisch abschloss. Im Oktober des gleichen Jahres heiratete er Gerda Ann Cerra (* 1946), gewann einen Kurzgeschichtenwettbewerb des Atlantic Monthly – die Kurzgeschichte Kittens erschien dann im Mai 1966 in Readers & Writers und war der erste publizierte Text von Koontz – und begann im Appalachian Poverty Program als Studienberater für Schüler aus schwierigem Umfeld in Einzelbetreuung zu arbeiten. Die Arbeit und die Zöglinge waren problematisch, einer von diesen hatte seinen Vorgänger krankenhausreif geschlagen.
1967 wurde er Englischlehrer in einer High School bei Harrisburg. Während der ganzen Zeit schrieb er in seiner Freizeit. 1969 schließlich bot seine Frau ihm an, ihn fünf Jahre lang zu unterstützen, damit er in dieser Zeit sich als freier Schriftsteller etablieren kann. Koontz nahm das Angebot an.
Koontz wuchs als Kind in der evangelisch-reformierten United Church of Christ auf, konvertierte aber als Student zum Katholizismus. Über seinen Konfessionswechsel sagt Koontz:

„Der Katholizismus erlaubt mir einen Blick auf das Leben, um in allen Dingen ein Mysterium und ein Wunder zu sehen, was der Protestantismus nicht ohne weiteres zulässt. Als Katholik sehe ich die Welt geheimnisvoller, organischer und weniger mechanisch an, als es mir davor erschienen war, und ich habe eine direktere Verbindung zu Gott.“

Koontz lebt mit seiner Frau Gerda und dem Golden Retriever Elsa in Orange, Kalifornien.
Gemeinsam mit seiner Frau unterstützt Koontz seit Ende der 1980er Jahre das Hundezentrum Canine Companions for Independence (CCI). Bis Januar 2016 hat Koontz mehr als 10 Millionen Dollar an die Organisation gespendet. CCI bildet Assistenzhunde für Menschen mit Behinderungen aus.

## Werk
Bereits 1967 war eine erste Science-Fiction-Erzählung Soft Come the Dragons im Magazine of Fantasy and Science Fiction erschienen. Ein erster SF-Roman Star Quest erschien in der Reihe der Ace Doubles 1968 und in den folgenden fünf Jahren produzierte Koontz über 20 Romane, die teils unter eigenem Namen, teils unter mehreren Pseudonymen erschienen.
SF schrieb er als David Axton, John Hill und Aaron Wolfe, Horrorromane als Brian Coffey, Deanne Dwyer, K. R. Dwyer, Leigh Nichols, Anthony North, Richard Paige und Owen West. Ab den 1980er Jahren erschienen sowohl Originalausgaben als auch Neuauflagen unter Koontz’ eigenem Namen, nachdem er sich davon überzeugt hatte, dass der Gebrauch zahlreicher Pseudonyme sich letztlich ungünstig auswirkt: „Kein Mensch wusste, dass ich das bin. Hätten diese positiven Besprechungen mir gegolten statt einem buntscheckigen Haufen von Pseudonymen, hätte das Lesepublikum mich wesentlich früher entdeckt.“
1989 erschien mit Midnight (deutsch Mitternacht) erstmals ein Roman von Koontz auf Platz 1 der Bestsellerliste der New York Times und inzwischen (Stand 2012) erreichten 14 Bücher von Koontz diese Position. Er ist damit neben Stephen King und Peter Straub einer der erfolgreichsten Autoren im Bereich Phantastik und Horror in den USA und weltweit. Der überwiegende Teil seiner Romane wurde inzwischen ins Deutsche übersetzt und erreicht auch hier Bestsellerauflagen.
Das Werk von Dean Koontz ist stark von katholischen Wertvorstellungen und christlicher Symbolik geprägt. In den frühen Büchern ist dies noch weniger deutlich. Ab From the Corner of His Eye (2000, deutsch als Der Geblendete) nehmen metaphysische Konzepte einen breiten Raum ein.
Seine achtteilige Buchserie Odd Thomas ist mit Andeutungen, Symbolismen und zahlreichen Bezügen auf den katholischen Glauben durchwoben. Das America Magazine zählt Koontz neben Flannery O’Connor, Walker Percy und Graham Greene zu den großen katholischen Autoren der vergangenen Jahrzehnte.
1996 wurde er als World Horror Grand Master ausgezeichnet. Bei den bedeutenden einschlägigen Preisen (Hugo Award, World Fantasy Award, Bram Stoker Award) wurde er zwar – meist mehrfach – nominiert, jedoch bislang nicht ausgezeichnet.
Es gibt eine Kontroverse um die Autorschaft von vier Titeln, die Dean und Gerda Koontz als Verfasser nennen. Koontz bestreite die Autorschaft. Ihm zufolge handelt es sich um vom Verlag stark veränderte bzw. im Wesentlichen fremde Texte. Die fraglichen Titel sind:
- Pig Society. Aware Press, 1970.
- Underground Lifestyles Handbook. Aware Press, 1970.
- Bounce Girl. Cameo Press, 1970
- Aphrodisiac Girl. Oval Press, 1973.

Bei Bounce Girl und Aphrodisiac Girl handelt es sich um den gleichen erotischen Roman unter verschiedenen Titeln.
Schließlich nennen mehrere von Koontz’ Büchern als Autor Trixie Koontz. Es handelt sich dabei um den inzwischen verstorbenen Golden Retriever des Ehepaars Koontz.

## Bibliografie
Die Serien sind nach dem Erscheinungsjahr des ersten Teils sortiert.
Mike Tucker (Romanserie, als Brian Coffey)
- 1 Blood Risk (1973)
  - Deutsch: … alias Mike Tucker / Schlüssel zum Jenseits. 1976.
- 2 Surrounded (1974)
  - Deutsch: Mike Tucker auf Tauchstation. 1977.
- 3 Wall of Masks (1975)
  - Deutsch: Mike Tucker und der Maya-Fries. 1977.

Moonlight Bay Trilogy / Christopher Snow (Romanserie)
- 1 Fear Nothing (1997)
  - Deutsch: Geschöpfe der Nacht. 1999.
- 2 Seize the Night (1998)
  - Deutsch: Im Bann der Dunkelheit. 2000.
- Fear nothing (1998, Reihe um Christopher Snow: 1. Band)
- Seize the Night (1999, Reihe um Christopher Snow: 2. Band)
- 3 Ride the Storm (nicht erschienen)

Odd Thomas (Romanserie)
- 1 Odd Thomas (2003)
  - Deutsch: Die Anbetung. 2006.
- 2 Forever Odd (2005)
  - Deutsch: Seelenlos. 2008.
- 3 Brother Odd (2006)
  - Deutsch: Schattennacht. 2008.
- 4 Odd Hours (2008)
  - Deutsch: Meer der Finsternis. 2009.
- 5 Odd Apocalypse (2012)
  - Deutsch: Schwarze Fluten. 2013.
- 6 Deeply Odd (2013)
  - Deutsch: Abgrundtief. 2014.
- 7 Saint Odd (2015)
  - Deutsch: Opferweg. 2015.
- Odd Apocalypse (2012, Kurzgeschichte)
- You Are Destined to Be Together Forever (2014, Kurzgeschichte)
  - Deutsch: Rachepfad. 2015.
- Odd Interlude (Kurzgeschichten)
  - Odd Interlude 1 (2012)
  - Odd Interlude 2 (2012)
  - Odd Interlude 3 (2012)
  - Odd Interlude (2012, Sammlung)
  - Deutsch: Lichtlos. 2012.
- Odd Thomas Graphic Novels
  - 1 In Odd We Trust (2008, mit Queenie Chan)
  - 2 Odd Is on Our Side (2010, mit Fred Van Lente)
  - 3 House of Odd (2012, mit Landry Q. Walker)
  - Double the Odd (2011, mit Fred Van Lente und Queenie Chan)

Dean Koontz’s Frankenstein (Romanserie)
- 1 Prodigal Son (2005, mit Kevin J. Anderson)
  - Deutsch: Frankenstein – Das Gesicht. 2006.
- 2 City of Night (2005, mit Ed Gorman)
  - Deutsch: Frankenstein – Die Kreatur. 2006.
- 3 Dead and Alive (2009)
  - Deutsch: Frankenstein – Der Schatten. 2010.
- 4 Frankenstein: Lost Souls (2010)
  - Deutsch: Frankenstein – Der Schöpfer. 2012.
- 5 The Dead Town (2011)
  - Deutsch: Frankenstein – Die tote Stadt. 2013.
- Dean Koontz’s Frankenstein (2010, Sammlung von 1–3)

Jane Hawk (Romanserie)
- 1 The Silent Corner (2017)
  - Deutsch: Suizid. HarperCollins, Hamburg 2018, ISBN 978-3-95967-178-1.
- 2 The Whispering Room (2017)
  - Deutsch: Gehetzt. HarperCollins, Hamburg 2019, ISBN 978-3-95967-241-2.
- 3 The Crooked Staircase (2018)
  - Deutsch: Gefürchtet. HarperCollins, Hamburg 2020, ISBN 978-3-95967-372-3.
- 4 The Forbidden Door (2018)
  - Deutsch: Rache. HarperCollins, Hamburg 2021, ISBN 978-3-95967-547-5.
- 5 The Night Window (2019)
  - Deutsch: Sühne. HarperCollins, Hamburg 2022, ISBN 978-3-7499-0459-4.

Romane
- Star Quest (1968)
- Fear That Man (1969)
- The Fall of the Dream Machine (1969)
- Beastchild (1970)
- Hell’s Gate (1970)
  - Deutsch: Das Höllentor. 1974.
- The Dark Symphony (1970)
- Anti-Man (1970)
- Dark of the Woods (1970)
- Demon Child (1971, als Deanna Dwyer)
  - Deutsch: Der Fluch des zweiten Gesichts. 1972.
- Legacy of Terror (1971, als Deanna Dwyer)
- The Crimson Witch (1971)
- Children of the Storm (1972, als Deanna Dwyer)
  - Deutsch: Die Schlange im Paradies. 1974.
- Starblood (1972)
- The Dark of Summer (1972, als Deanna Dwyer)
  - Deutsch: Die Stimme aus dem Jenseits. 1976.
- Warlock (1972)
- Time Thieves (1972)
- A Darkness in My Soul (1972)
- The Flesh in the Furnace (1972)
  - Deutsch: Der Lebens-Automat. 1973.
- Chase (1972 / 1995, als K. R. Dwyker, 1995 überarbeitet)
  - Deutsch: Die Drohung aus dem Nichts / Chase. 1974 / 1996.
- Dance with the Devil (1973, als Deanna Dwyer)
- The Haunted Earth (1973)
- A Werewolf Among Us (1973)
- Demon Seed (1973, 1997 überarbeitet, 1977 verfilmt)
  - Deutsch: Des Teufels Saat / Security. 1977 / 1998.
- Shattered (1973, auch als K. R. Dwyer)
  - Deutsch: Die Spuren / Unter Beschattung / Das grausame Spiel / Fluch. 1988.
- Hanging On (1973)
- After the Last Race (1974)
  - Deutsch: Nach dem letzten Rennen. 1976.
- Strike Deep (1974, als Anthony North)
  - Deutsch: Codewort: Pentagon. 1989.
- Dragonfly (1975, als K. R. Dwyer)
- Nightmare Journey (1975)
- The Long Sleep (1975, als John Hill)
- Invasion (1975, als Aaron Wolfe)
- Night Chills (1976)
  - Deutsch: In der Kälte der Nacht. 1985.
- Prison of Ice (1976, auch als David Axton, auch als Icebound, 1995)
  - Deutsch: Eiszeit. 1996.
- The Face of Fear (1977, als Brian Coffey, in Großbritannien als K. R. Dwyer)
  - Deutsch: Nackte Angst. 1979.
- The Vision (1977)
  - Deutsch: Vision / Die Hellseherin. 1990 / 1993.
- The Key to Midnight (1979, als Leigh Nichols, 1995 überarbeitet)
  - Deutsch: Schlüssel der Dunkelheit. 1992.
- The Funhouse (1980, als Owen West, 1994 überarbeitet)
  - Deutsch: Geisterbahn. 1997.
- The Voice of the Night (1980, auch als Brian Coffey)
  - Deutsch: Ein Freund fürs Sterben / Nachtstimmen. 1982.
- Whispers (1980)
  - Deutsch: Flüstern in der Nacht / Höllenqualen. 1988.
- The Eyes of Darkness (1981, als Leigh Nichols)
  - Deutsch: Die Augen der Dunkelheit. 1988.
- The Mask (1981, als Owen West)
  - Deutsch: Die Maske. 1988.
- The House of Thunder (1982, als Leigh Nichols)
  - Deutsch: Haus der Angst. 1987.
- Phantoms (1983, 1998 verfilmt)
  - Deutsch: Unheil über der Stadt. 1986.
- Twilight (1984, als Leigh Nichols, auch als The Servants of Twilight, 1988)
  - Deutsch: Todesdämmerung. 1991.
- Darkness Comes (1984, auch als Darkfall)
  - Deutsch: Wenn die Dunkelheit kommt. 1987.
- The Door to December (1985, als Richard Paige, in Großbritannien als Leigh Nichols)
  - Deutsch: Tür ins Dunkel. 1987.
- Twilight Eyes (1985)
  - Deutsch: Zwielicht. 1987.
- Strangers (1986)
  - Deutsch: Schwarzer Mond. 1989.
- Shadowfires (1987, auch als Leigh Nichols)
  - Deutsch: Schattenfeuer. 1989.
- Watchers (1987, 1988 verfilmt)
  - Deutsch: Brandzeichen. 1988.
- Lightning (1988)
  - Deutsch: Schutzengel. 1990.
- Oddkins: A Fable for All Ages (1988)
  - Deutsch: Nacht der Zaubertiere. 1989.
- Midnight (1989)
  - Deutsch: Mitternacht. 1990.
- The Bad Place (1990)
  - Deutsch: Ort des Grauens. 1991.
- Cold Fire (1991)
  - Deutsch: Die Kälte des Feuers. 1991.
- Hideaway (1992)
  - Deutsch: Das Versteck. 1993.
- Dragon Tears (1993)
  - Deutsch: Drachentränen. 1995.
- Mr. Murder (1993)
  - Deutsch: Die zweite Haut. 1994.
- Dark Rivers of the Heart (1994)
  - Deutsch: Dunkle Flüsse des Herzens. 1995.
- Winter Moon (1994, überarbeitete Fassung von Invasion)
  - Deutsch: Wintermond. 1994.
- Intensity (1995)
  - Deutsch: Intensity. 1997.
- Ticktock (1996)
  - Deutsch:  Morgengrauen. 1998.
- Sole Survivor (1997)
  - Deutsch: Survivor – Die Überlebende. 1997.
- False Memory (1999)
  - Deutsch: Stimmen der Angst. 2001.
- From the Corner of His Eye (2000)
  - Deutsch: Der Geblendete. 2002.
- One Door Away from Heaven (2001)
  - Deutsch: Bote der Nacht. 2003.
- By the Light of the Moon (2002)
  - Deutsch: Kalt. 2004.
- The Face (2003)
  - Deutsch: Der Wächter. 2005.
- Life Expectancy (2004)
  - Deutsch: Trauma. 2007.
- The Taking (2004)
  - Deutsch: Todesregen. 2007.
- Velocity (2005)
  - Deutsch: Irrsinn. 2007.
- The Husband (2006)
  - Deutsch: Todeszeit. 2008.
- The Darkest Evening of the Year (2007)
  - Deutsch: Urangst. 2009.
- The Good Guy (2007)
  - Deutsch: Blutvertrag. 2009/2010.
- Your Heart Belongs to Me (2008)
  - Deutsch: Racheherz. 2010.
- Relentless (2009)
  - Deutsch: Blindwütig. 2010.
- Breathless (2009)
  - Deutsch: Die Unbekannten. 2011.
- What the Night Knows (2010)
  - Deutsch: Der Rabenmann. 2011.
- 77 Shadow Street (2011)
  - Deutsch: Das Nachthaus. 2012.
- Innocence (2013)
  - Deutsch: Sündenlos. 2024
- The City (2014)
  - Deutsch: Jonah und die Stadt. 2023.
- Ashley Bell (2015)
  - Deutsch: Auf der Suche nach Ashley Bell. 2022
- Devoted (2020)
  - Deutsch: Devoted - Der Beschützer. 2021.
- Elsewhere (2020)
  - Deutsch: Elsewhere - Der Universalschlüssel. 2021
- The Other Emily (2021)
  - Deutsch: The Other Emily - Die Doppelgängerin. 2022
- Quicksilver (2022)
  - Deutsch: Quicksilver. 2023
- The Big Dark Sky (2022)
  - Deutsch: Der dunkle Himmel. 2024
- The House At The End Of The World (2023)
  - Deutsch: Das Haus am Ende der Welt. 2025
- After Death (2023)
- The Bad Weather Friend (2024)
- The Forest Of Lost Souls (2024)
- Going Home In The Dark (2025)

Sammlungen
- Soft Come the Dragons (1970)
- Strange Highways (1995)
  - Deutsch: Highway ins Dunkel. 1997.
- The Book of Counted Sorrows (2001)
- The Paper Doorway: Funny Verse and Nothing Worse (2001)

Kurzgeschichten
- Kittens (1966)
- Soft Come the Dragons (1967)
  - Deutsch: Leise kommen die Drachen. 1985.
- To Behold the Sun (1967)
  - Deutsch: Im Angesicht der Sonne. 1969.
- A Darkness in My Soul (1968)
- The Psychedelic Children (1968)
- The Twelfth Bed (1968)
- Dreambird (1968)
- In the Shield (1969)
- Temple of Sorrow (1969)
- The Face in His Belly (1969)
- Killerbot! (1969, auch als A Season for Freedom)
- Where the Beast Runs (1969)
- Dragon in the Land (1969)
- Muse (1969)
- Nightmare Gang (1970)
- A Third Hand (1970)
- The Good Ship Lookoutworld (1970)
- The Mystery of His Flesh (1970)
- Beastchild (1970)
- The Crimson Witch (1970)
- Shambolain (1970)
- Unseen Warriors (1970)
- Bruno (1971, Jake Ash-Serie)
- Altarboy (1972)
- A Mouse in the Walls of the Global Village (1972)
- Ollie’s Hands (1972)
- Cosmic Sin (1972, Jake Ash-Serie)
  - Deutsch: Kohlköpfe. 1974.
- Terra Phobia (1973)
- The Sinless Child (1973)
- Wake Up to Thunder (1973)
- Grayworld (1973)
- The Undercity (1973)
- Hardshell (1974)
- We Three (1974)
  - Deutsch: Wir Drei. 1978.
  - Deutsch: Wir drei. 1982.
- The Night of the Storm (1974)
- Down in the Darkness (1986)
- Snatcher (1986)
- The Day it Rained Frogs (1986)
- The Black Pumpkin (1986)
- The Interrogation (1987)
- Miss Attila the Hun (1987)
- Twilight of the Dawn (1987)
- Graveyard Highway (1988)
- Trapped (1989, mit Ed Gorman)
- No One Can Talk to a Horse, of Course (1994)
- The Miracle Tree of Burbank (1994)
- The Unluckiest Man in the World (1994)
- The Man Who Does Not Always Mean What He Says (1994)
- Tweetie, the Parakeet From Hell (1994)
- Santa’s Twin (1996)
- Black River (1999)
- The Scariest Thing I Know (2000)
- Robot Santa (2004)
- Darkness Under the Sun (2010)
  - Deutsch: Die schwarze Feder. 2011.
- What the Night Knows (2011)
- The Moonlit Mind (2011)
  - Deutsch: Das Mondkind. 2012.
- Wilderness (2013, Addison Goodheart-Serie)
- The Neighbor (2014)
- Last Light (2015)
- Final Hour (2015)

Sachliteratur und Sonstiges
- Writing Popular Fiction (1972, mit Robert Hoskins)
- How To Write Best Selling Fiction (1981)
- Life is Good! Lessons in Joyful Living (2004, als Trixie Koontz)
- Christmas Is Good!: Trixie Treats & Holiday Wisdom (2005, als Trixie Koontz)
- Bliss to You: Trixie’s Guide to a Happy Life (2008, als Trixie Koontz und Dean Koontz)
- A Big Little Life: A Memoir of a Joyful Dog (2009)
- Trixie & Jinx (2010, Kinderbuch; Illustrationen von Janet Cleland)
- Ask Anna: Advice for the Furry and Forlorn (2014)

## Verfilmungen
Einige seiner Bücher sind verfilmt worden (z. B. Des Teufels Saat 1977), doch war er mit den Ergebnissen stets unzufrieden. Die Umsetzung von „Hideaway“ wich so stark von der Buchvorlage ab, dass Koontz seinen Namen aus dem Vorspann gestrichen haben wollte. Er bot den Produzenten sogar an, das Geld für die Filmrechte zurückzuerstatten, wenn sie seiner Bitte nachkämen.
Die Filmrechte zu „Nacht der Zaubertiere“ erwarben die Warner Brothers Studios. Geplant war, Tim Burton mit der Verfilmung zu beauftragen und Koontz war davon begeistert. Doch Burton lehnte ab, und Koontz sah sich wieder mit der Angst konfrontiert, dass man seine Geschichte stark verändern würde. Um eine Verstümmelung zu verhindern, ging er einen ungewöhnlichen Handel ein: Er offerierte Warner Brothers ein Buch mit Kurzgeschichten („Strange Highways – Highway ins Dunkel“), inklusive der Verlagsrechte – nur um die Filmrechte von „Nacht der Zaubertiere“ zurückzuerhalten.
Bei der Verfilmung von „Unheil über der Stadt“ (Phantoms, mit Ben Affleck, Peter O’Toole und anderen) schrieb er schließlich selbst das Drehbuch, um eine buchgetreue Verfilmung sicherzustellen.
Im Jahr 1998 wurde der Thriller Mr. Murder – Er wird dich finden … mit Stephen Baldwin und James Coburn veröffentlicht.
Die Verfilmung von Frankenstein – Das Gesicht O: (Frankenstein, USA 2004) hieß auf Deutsch Frankenstein – Das Experiment geht weiter. Dean Koontz und Produzent Martin Scorsese hatten ursprünglich eine Miniserie geplant, die aber nie zustande kam. Dies ist auch der Grund dafür, dass der atmosphärisch gestylte, visuell überzeugende Pilotfilm von Marcus Nispel am Ende einige Fragen offenlässt.
2013 entstand mit Odd Thomas eine weitere Verfilmung eines seiner Werke.

## Trivia
Im Laufe der Coronavirus-Pandemie 2019/2020 tauchte eine Verschwörungstheorie auf, nach der Koontz das Auftauchen des Virus aus Wuhan in seinem Roman The Eyes of Darkness 1981 für das Jahr 2020 vorausgesagt habe. Das entpuppte sich als Fake News. Die Unterschiede zwischen der Pandemie, die Koontz in seinem Roman beschreibt, und der des Coronavirus haben auch später die Medien beschäftigt.
Der Asteroid (5860) Deankoontz ist nach Koontz benannt.